# Strada statale 718 di Sanremo
La strada statale 718 di Sanremo (SS 718), già nuova strada ANAS 360 di San Remo (NSA 360), è una strada statale italiana che serve l'abitato di Sanremo.

## Percorso
Risulta in esercizio dallo svincolo di San Martino, fino alla svincolo terminale di Sanremo Centro/Borgo, compreso uno svincolo intermedio di Sanremo San Lazzaro/Ospedale che sfocia in via Giovanni Pascoli.
Il tratto è quasi interamente in galleria a canna unica a doppio senso di marcia; in particolare si tratta della galleria Villetta (1,150 km) e San Giacomo (1,564 km) e un viadotto di 150 metri, propedeutico allo svincolo intermedio.
La strada fa parte della Tangenziale di Sanremo assieme alla strada statale 720 Variante di Taggia e al tratto intermedio in gestione alla società Autostrada dei Fiori S.p.A., costituendo un collegamento unico senza soluzione di continuità tra Sanremo e Taggia.

## Storia
Il primo tratto inaugurato dell'arteria è quello tra lo svincolo di San Martino e lo svincolo San Lazzaro/Ospedale lungo 1,649 km, inaugurato il 18 luglio 1997 ad opera della società Autostrada dei Fiori S.p.A., provvisoriamente denominato nuova strada ANAS 360 di San Remo dal 2008.
Il tratto terminale San Lazzaro/Ospedale-Borgo è stato invece aperto al traffico il 22 giugno 2011, portando la lunghezza complessiva dell'arteria a 3,355 km.
La galleria Villetta è stata teatro nell'agosto 2011 di un incidente mortale con 3 veicoli coinvolti in cui morirono 3 ragazze, da cui scaturirono forti dubbi sulla sicurezza della stessa
.
La classificazione attuale, risalente al 2012, prevede il seguente itinerario: "Imbocco est galleria Villetta - Sanremo centro".